# 1.ª etapa del Tour de Francia 2020
La 1.ª etapa del Tour de Francia 2020 tuvo lugar el 29 de agosto de 2020 con inicio y final en la ciudad de Niza sobre un recorrido de 156 km y fue ganada al esprint por el noruego Alexander Kristoff del equipo UAE Emirates, quien además se convirtió en el primer portador del maillot amarillo.

## Clasificación de la etapa
| \| Clasificación de la etapa \| Clasificación de la etapa \| Clasificación de la etapa \| Clasificación de la etapa \| Clasificación de la etapa \| \| Ciclista \| Ciclista \| Equipo \| Tiempo \| \| \| ------------------------- \| ------------------------- \| -------------------------------- \| ------------------------- \| ------------------------- \| \| 1.º \| Alexander Kristoff \| UAE Team Emirates \| 3 h 46 min 23 s \| \| \| 2.º \| Mads Pedersen \| Trek-Segafredo \| + 0 s \| \| \| 3.º \| Cees Bol \| Team Sunweb \| + 0 s \| \| \| 4.º \| Sam Bennett \| Deceuninck-Quick Step \| + 0 s \| \| \| 5.º \| Peter Sagan \| Bora-Hansgrohe \| + 0 s \| \| \| 6.º \| Elia Viviani \| Cofidis \| + 0 s \| \| \| 7.º \| Giacomo Nizzolo \| NTT Pro Cycling \| + 0 s \| \| \| 8.º \| Bryan Coquard \| B&B Hotels-Vital Concept p/b KTM \| + 0 s \| \| \| 9.º \| Anthony Turgis \| Total Direct Énergie \| + 0 s \| \| \| 10.º \| Jasper Stuyven \| Trek-Segafredo \| + 0 s \| \| |                    |                                  |                 |
| |                    |                                  |                 |
| Fuente: ProCyclingStats |                    |                                  |                 |
| Clasificación de la etapa |                    |                                  |                 |
| Ciclista | Ciclista           | Equipo                           | Tiempo          |
| 1.º | Alexander Kristoff | UAE Team Emirates                | 3 h 46 min 23 s |
| 2.º | Mads Pedersen      | Trek-Segafredo                   | + 0 s           |
| 3.º | Cees Bol           | Team Sunweb                      | + 0 s           |
| 4.º | Sam Bennett        | Deceuninck-Quick Step            | + 0 s           |
| 5.º | Peter Sagan        | Bora-Hansgrohe                   | + 0 s           |
| 6.º | Elia Viviani       | Cofidis                          | + 0 s           |
| 7.º | Giacomo Nizzolo    | NTT Pro Cycling                  | + 0 s           |
| 8.º | Bryan Coquard      | B&B Hotels-Vital Concept p/b KTM | + 0 s           |
| 9.º | Anthony Turgis     | Total Direct Énergie             | + 0 s           |
| 10.º | Jasper Stuyven     | Trek-Segafredo                   | + 0 s           |

## Clasificaciones al final de la etapa

### Clasificación general(Maillot Jaune)
| \| Clasificación general \| Clasificación general \| Clasificación general \| Clasificación general \| Clasificación general \| \| Ciclista \| Ciclista \| Equipo \| Tiempo \| \| \| --------------------- \| --------------------- \| -------------------------------- \| --------------------- \| --------------------- \| \| 1.º \| Alexander Kristoff \| UAE Team Emirates \| 3 h 46 min 13 s \| \| \| 2.º \| Mads Pedersen \| Trek-Segafredo \| + 4 s \| \| \| 3.º \| Cees Bol \| Team Sunweb \| + 6 s \| \| \| 4.º \| Sam Bennett \| Deceuninck-Quick Step \| + 10 s \| \| \| 5.º \| Peter Sagan \| Bora-Hansgrohe \| + 10 s \| \| \| 6.º \| Elia Viviani \| Cofidis \| + 10 s \| \| \| 7.º \| Giacomo Nizzolo \| NTT Pro Cycling \| + 10 s \| \| \| 8.º \| Bryan Coquard \| B&B Hotels-Vital Concept p/b KTM \| + 10 s \| \| \| 9.º \| Anthony Turgis \| Total Direct Énergie \| + 10 s \| \| \| 10.º \| Jasper Stuyven \| Trek-Segafredo \| + 10 s \| \| |                    |                                  |                 |
| |                    |                                  |                 |
| Fuente: ProCyclingStats |                    |                                  |                 |
| Clasificación general |                    |                                  |                 |
| Ciclista | Ciclista           | Equipo                           | Tiempo          |
| 1.º | Alexander Kristoff | UAE Team Emirates                | 3 h 46 min 13 s |
| 2.º | Mads Pedersen      | Trek-Segafredo                   | + 4 s           |
| 3.º | Cees Bol           | Team Sunweb                      | + 6 s           |
| 4.º | Sam Bennett        | Deceuninck-Quick Step            | + 10 s          |
| 5.º | Peter Sagan        | Bora-Hansgrohe                   | + 10 s          |
| 6.º | Elia Viviani       | Cofidis                          | + 10 s          |
| 7.º | Giacomo Nizzolo    | NTT Pro Cycling                  | + 10 s          |
| 8.º | Bryan Coquard      | B&B Hotels-Vital Concept p/b KTM | + 10 s          |
| 9.º | Anthony Turgis     | Total Direct Énergie             | + 10 s          |
| 10.º | Jasper Stuyven     | Trek-Segafredo                   | + 10 s          |

### Clasificación por puntos(Maillot Vert)
| Clasificación por puntos | Clasificación por puntos | Clasificación por puntos         | Clasificación por puntos | Clasificación por puntos |
| Ciclista                 | Ciclista                 | Equipo                           | Puntos                   |                          |
| ------------------------ | ------------------------ | -------------------------------- | ------------------------ | ------------------------ |
| 1.º                      | Alexander Kristoff       | UAE Team Emirates                | 59 pts                   |                          |
| 2.º                      | Mads Pedersen            | Trek-Segafredo                   | 30 pts                   |                          |
| 3.º                      | Peter Sagan              | Bora-Hansgrohe                   | 29 pts                   |                          |
| 4.º                      | Sam Bennett              | Deceuninck-Quick Step            | 28 pts                   |                          |
| 5.º                      | Michael Schär            | CCC Team                         | 20 pts                   |                          |
| 6.º                      | Cees Bol                 | Team Sunweb                      | 20 pts                   |                          |
| 7.º                      | Bryan Coquard            | B&B Hotels-Vital Concept p/b KTM | 18 pts                   |                          |
| 8.º                      | Cyril Gautier            | B&B Hotels-Vital Concept p/b KTM | 17 pts                   |                          |
| 9.º                      | Matteo Trentin           | CCC Team                         | 16 pts                   |                          |
| 10.º                     | Fabien Grellier          | Total Direct Énergie             | 15 pts                   |                          |

### Clasificación de la montaña(Maillot à Pois Rouges)
| Clasificación de la montaña | Clasificación de la montaña | Clasificación de la montaña      | Clasificación de la montaña | Clasificación de la montaña |
| Ciclista                    | Ciclista                    | Equipo                           | Puntos                      |                             |
| --------------------------- | --------------------------- | -------------------------------- | --------------------------- | --------------------------- |
| 1.º                         | Fabien Grellier             | Total Direct Énergie             | 2 pts                       |                             |
| 2.º                         | Michael Schär               | CCC Team                         | 2 pts                       |                             |
| 3.º                         | Cyril Gautier               | B&B Hotels-Vital Concept p/b KTM | 2 pts                       |                             |

### Clasificación del mejor joven(Maillot Blanc)
| Clasificación del mejor joven | Clasificación del mejor joven | Clasificación del mejor joven | Clasificación del mejor joven | Clasificación del mejor joven |
| Ciclista                      | Ciclista                      | Equipo                        | Tiempo                        |                               |
| ----------------------------- | ----------------------------- | ----------------------------- | ----------------------------- | ----------------------------- |
| 1.º                           | Mads Pedersen                 | Trek-Segafredo                | 3 h 46 min 17 s               |                               |
| 2.º                           | Cees Bol                      | Team Sunweb                   | + 2 s                         |                               |
| 3.º                           | Sergio Higuita                | EF Pro Cycling                | + 6 s                         |                               |
| 4.º                           | Tadej Pogačar                 | UAE Team Emirates             | + 6 s                         |                               |
| 5.º                           | Connor Swift                  | Arkéa-Samsic                  | + 6 s                         |                               |
| 6.º                           | Casper Pedersen               | Team Sunweb                   | + 6 s                         |                               |
| 7.º                           | Joris Nieuwenhuis             | Team Sunweb                   | + 6 s                         |                               |
| 8.º                           | Daniel Felipe Martínez        | EF Pro Cycling                | + 6 s                         |                               |
| 9.º                           | Clément Russo                 | Arkéa-Samsic                  | + 6 s                         |                               |
| 10.º                          | Egan Bernal                   | Ineos Grenadiers              | + 6 s                         |                               |

### Clasificación por equipos(Classement par Équipe)
| Clasificación por equipos | Clasificación por equipos        | Clasificación por equipos | Clasificación por equipos |
| Equipo                    | Equipo                           | Tiempo                    |                           |
| ------------------------- | -------------------------------- | ------------------------- | ------------------------- |
| 1.º                       | Trek-Segafredo                   | 11 h 19 min 09 s          |                           |
| 2.º                       | UAE Team Emirates                | + 0 s                     |                           |
| 3.º                       | Cofidis                          | + 0 s                     |                           |
| 4.º                       | Team Sunweb                      | + 0 s                     |                           |
| 5.º                       | Deceuninck-Quick Step            | + 0 s                     |                           |
| 6.º                       | B&B Hotels-Vital Concept p/b KTM | + 0 s                     |                           |
| 7.º                       | AG2R La Mondiale                 | + 0 s                     |                           |
| 8.º                       | Mitchelton-Scott                 | + 0 s                     |                           |
| 9.º                       | CCC Team                         | + 0 s                     |                           |
| 10.º                      | Jumbo-Visma                      | + 0 s                     |                           |

## Abandonos
- John Degenkolb por llegar fuera de control.[2]